# Целокупна България (1914)
Вижте пояснителната страница за други значения на Целокупна България.
„Целокупна България“ (изписване до 1945 година: „Цѣлокупна България“) с подзаглавие Периодическо издание на Националния съюз е българско списание, излязло в един брой в 1914 година. Мотото на списанието е Национална политика, национални интереси.
| Годишнина | Броеве | Дата |
| --------- | ------ | ---- |
| I         | 1      | 1914 |

Списанието на практика е пропагандна брошура на Националния съюз по време на опита за уния, направен от Съюза през октомври 1913 година. Пропагандира идеята за съединяване на Българската църква с Рим като средство да се запазят българските църкви и училища в Македония от асимилаторската политика на току-що присъединилите големи части от Македония Гърция и Сърбия. Списанието публикува статии за задачите и за дейността на Съюза, както и извадки от речи за унията.